# Andreas Mattfeldt

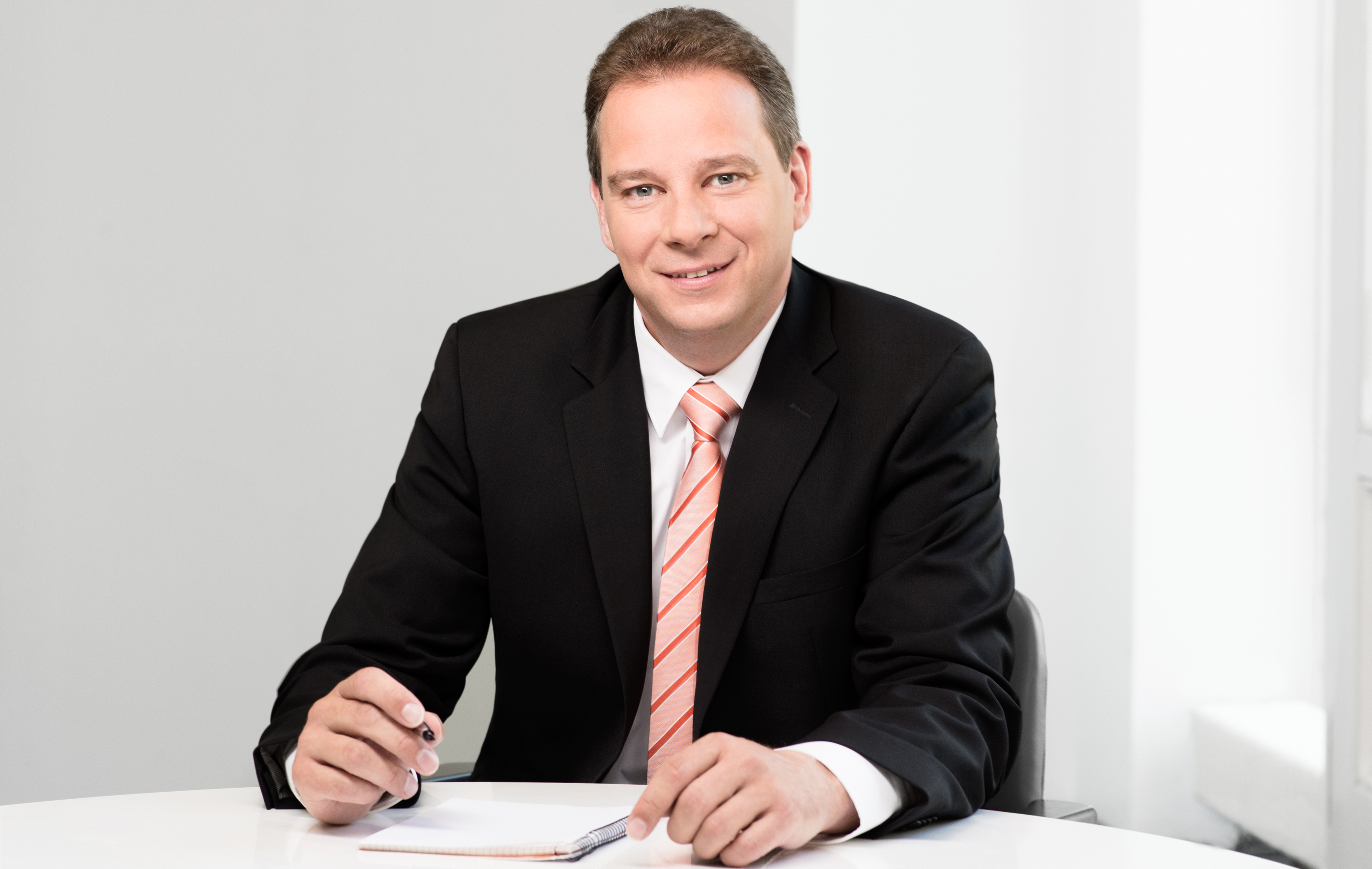
Andreas Mattfeldt, 2013

Andreas Mattfeldt (* 28. September 1969 in Verden) ist ein deutscher Politiker (CDU) und seit 2009 Mitglied des Deutschen Bundestages.

## Herkunft und Beruf
Andreas Mattfeldt ist Sohn einer Deutschen und eines Franzosen und wuchs in Langwedel bei seiner Mutter auf.
Nach dem Abitur 1989 begann Andreas Mattfeldt eine Berufsausbildung zum Industriekaufmann bei der Firma Buss in Ottersberg. Zwischen 1992 und 2001 war er als leitender Angestellter in der Lebensmittelbranche tätig. Seit 2016 ist er gemeinsam mit Georg Friedrich Prinz von Preußen geschäftsführender Gesellschafter der Kgl. Preußischen Biermanufactur in Berlin sowie Geschäftsführer der Prinzeninsel Betriebs-GmbH. Mattfeldt ist seit 2011 alleiniger Gesellschafter der Quint Nord Vertriebs- und Beratungs GmbH.
Mattfeldt ist verheiratet und hat zwei Töchter. Er gehört keiner Konfession an.

## Politik
Andreas Mattfeldt ist seit 1990 Mitglied der CDU. Er ist Gründer der Jungen Union Langwedel. Von 1991 bis 2001 war er Fraktionsvorsitzender der CDU in Langwedel, von 2001 bis 2009 hauptamtlicher Bürgermeister des Fleckens Langwedel. Bei der Bürgermeisterwahl 2006 wurde er mit 65 % der Stimmen für die Periode von 2006 bis 2014 wiedergewählt. Mit der Wahl in den Deutschen Bundestag musste er das Amt gemäß Gesetz aufgeben.
Bei der Bundestagswahl 2009 gewann Mattfeldt für die CDU im heutigen Bundestagswahlkreis 34 das Direktmandat. Auch bei den Wahlen 2013 und 2017 wurde Mattfeldt im Wahlkreis Osterholz – Verden in seinem Amt bestätigt. Seit 2011 ist er außerdem Mitglied im Kreistag Verden und dort Kreisausschussmitglied. Bei der Bundestagswahl 2021 verteidigte Mattfeldt sein Bundestagsmandat als Direktkandidat knapp mit 33,7 % (= 50.250 Stimmen) gegen 32,5 % für Michael Harjes SPD (= 48.548 Stimmen).
Im Deutschen Bundestag ist Mattfeldt Mitglied im Haushalts- und Petitionsausschuss. Im Haushaltsausschuss ist er Hauptberichterstatter für das Bundesministerium für Wirtschaft und Klimaschutz sowie Berichterstatter für den Klima- und Transformationsfonds. Im Petitionsausschuss ist Mattfeldt Obmann sowie Vorsitzender der CDU/CSU-Arbeitsgruppe. Darüber hinaus gehört er dem Bundesfinanzierungsgremium an und ist stellvertretendes Mitglied im Ausschuss für Klimaschutz und Energie. Am 26. Juni 2025 wählte ihn das Plenum des Bundestages in das Vertrauensgremium zur Genehmigung der geheimen Wirtschaftspläne der Nachrichtendienste des Bundes.
Innerhalb der CDU/CSU-Fraktion ist Mattfeldt Mitglied des konservativen Berliner Kreises und Initiator und Hauptverantwortlicher der „Mattfeldt-Gruppe“, deren Ziel die Verhinderung von Gesetzen ist, welche Hydraulic Fracturing in Deutschland ermöglichen.
Mattfeldt stimmte als Abgeordneten der Großen Koalition gegen die Erteilung eines Verhandlungsmandates an die Bundesregierung zur Aufnahme von Verhandlungen für ein drittes Hilfspaket im Zusammenhang mit der Griechischen Staatsschuldenkrise. Im November 2015 kritisierte er die Asylpolitik der Bundesregierung; er beklagte anschließend, dass die CDU-Bundestagsfraktion versucht habe, ihn einzuschüchtern. Die Gründung des Vereins Werteunion sah er „als Hilferuf: Vergesst uns nicht!“; er habe das Gefühl, „dass sich ein großer Teil der Parteibasis der Werteunion näher fühlt als der Union der Mitte“. Mattfeldt stimmte im Deutschen Bundestag gegen das Infektionsschutzgesetz. Am 10. Dezember 2021 war er einer von fünf Abgeordneten der Unionsfraktion, die gegen einen Gesetzentwurf stimmten, der eine Pflicht zur Impfung gegen das Corona-Virus für Beschäftigte aus bestimmten Arbeitsfeldern vorsah. Am 2. März 2023 sprach er in der Bundestagsdebatte zum 25. Jahrestag der Europäischen Charta der Regional- oder Minderheitensprachen in niederdeutscher Sprache.

## Gesellschaftliches Engagement
Andreas Mattfeldt war von 2005 bis 2011 Mitglied des Verwaltungsrates „Arbeit im Landkreis Verden“ von 2006 bis 2013 Beiratsmitglied der Stiftung Waldheim. Von 2001 bis 2010 war er im Vorstand des Schlossparkvereins Etelsen aktiv. Darüber hinaus ist er Mitglied in der Freiwilligen Feuerwehr, DLRG, Landjugend, diversen Sportvereinen, Schützenverein, Fährverein Hagen-Grinden/Ahsen-Oetzen, diversen Kultur- und Schulfördervereinen sowie Gründungsmitglied des Touristik-Vereins Langwedel. Außerdem ist Mattfeldt Kreisvorsitzender der Mittelstands- und Wirtschaftsvereinigung der CDU (MIT) im Landkreis Verden und Vizepräsident der World League for Freedom and Democracy in Deutschland.

## Kontroversen
Der Spiegel thematisierte in seinem Artikel „Der CDU-Politiker, sein adliger Freund und das 249.000 Euro-Votum“ (Heft 34/2021) die Nähe Mattfeldts zu Georg Friedrich Prinz von Preußen angesichts des Streits um die Entschädigungsforderungen der Hohenzollern gegen den deutschen Staat. In dem Artikel vermuten die Autoren, der Kontakt Mattfeldts könnte bei der Auseinandersetzung für die Kaiserfamilie hilfreich sein, da Mattfeldt u. a. auch im Haushaltsausschuss des Bundestages sitzt, der über die Finanzen des Bundes entscheidet. Des Weiteren thematisierte der Spiegel in dem Artikel, dass Mattfeldt seine gemeinsame Geschäftsführertätigkeit mit Georg Friedrich Prinz von Preußen bei der Prinzeninsel Betriebs-GmbH der Bundestagsverwaltung nicht angezeigt hat. Ihm wurde vorgeworfen, während der 19. Legislaturperiode Kommunalpolitiker animiert zu haben, Fördermittel zu beantragen – die seinem Geschäftspartner zugutekommen sollten. Für die Vergabe dieser Gelder war er als Mitglied im Haushaltsausschuss des Bundestags mit zuständig. In der regionalen Kreiszeitung äußert sich Mattfeldt zu der Berichterstattung des Spiegels: Es werde „mit Dreck geworfen.“